# Mông Điềm
Mông Điềm (chữ Hán: 蒙恬, ?-210 TCN) là danh tướng nhà Tần trong lịch sử Trung Quốc. Ông là người có công mở mang bờ cõi phía bắc Trung Quốc và chỉ huy việc xây dựng Vạn Lý Trường Thành thời Tần Thủy Hoàng.

## Nối cha làm tướng
Mông Điềm là cháu nội của Mông Ngao, con của Mông Vũ nước Tần thời Chiến Quốc. Mông Ngao từng cùng cha con danh tướng Vương Tiễn – Vương Bí mang quân đánh dẹp các nước chư hầu Sơn Đông, giúp nước Tần thống nhất Trung Quốc, lập ra nhà Tần.
Năm 225 TCN, đại tướng Lý Tín kéo 20 vạn quân xâm lược Sở, Mông Điềm làm phó soái cho Lý Tín. Cả hai bị mắc mưu của Hạng Yên và Xương Bình Quân (nguyên thừa tướng nước Tần) nên bại trận, tổn thất 20 vạn quân và 7 đô úy nên phải rút quân. Tần vương phải cử Vương Tiễn làm thống soái, Mông Vũ làm phó soái, chỉ huy 60 vạn quân xâm lược Sở. Xương Bình Quân tử trận khi giao chiến với Mông Vũ, Hạng Yên tự sát, nước Sở mất từ đây.
Năm 221 TCN, Mông Điềm được phong làm tướng quân. Lúc đó, cuộc chiến tranh giữa các chư hầu đã đi tới hồi kết thúc, thế thống nhất Trung Quốc đã dần hình thành. Trong cuộc chiến cuối cùng diệt Tề, Mông Điềm đã trợ giúp cho Vương Bí và Lý Tín, đánh thắng quân Tề, bắt Tề Vương Kiến phải dâng đất, đầu hàng.

## Đánh lui Hung Nô
Vương triều nhà Tần được lập, quân đội qui tụ về Hàm Dương, ngựa thả ở Nam Sơn, binh khí cất hết vào kho, không khí hòa bình đã trở lại. Chiến sự ở trung nguyên tuy đã trầm xuống nhưng tình hình biên ải vẫn chưa yên.
Từ thời Chiến quốc, khu vực phía bắc Trung Quốc vẫn do ba thế lực dân tộc thiểu số kiểm soát: Vùng Đông Bắc gọi là Đông Hồ, phía bắc gọi là Hung Nô, phía tây bắc gọi là Nguyệt Thị.
Tần Thủy Hoàng liền sai Mông Điềm làm chánh tướng cầm quân, cùng với con Vương Bí, cháu Vương Tiễn là Vương Ly (王離) làm phó tướng, đưa quân đánh dẹp và trấn thủ biên giới phía bắc.
Trong khi nước Tần khởi binh đánh dẹp trung nguyên thì các dân tộc thiểu số ở đây cũng thừa cơ phát triển. Đông Hồ mạnh mà Nguyệt Thị thịnh. Đầu lĩnh Hung Nô là Đan Vu không ngừng dẫn quân xuôi dòng Hoàng Hà, xâm nhập vào Trung Nguyên. Có lúc quân tiên phong của chúng chỉ cách Hàm Dương vài trăm dặm. Điều này khiến cho vùng biên ải của nước Tần bị uy hiếp nghiêm trọng.
Trong thời gian hơn một năm, Mông Điềm đã chỉ huy quân Tần đánh lui quân Hung Nô ở phía bắc, giành được thắng lợi, không chỉ mở mang cho nhà Tần đất đai ngàn dặm mà còn khống chế được những nơi hiểm yếu ở biên cương, ổn định bờ cõi phía bắc của nhà Tần.

## Lập quận huyện mới
Mông Điềm đánh bại Hung Nô, sau đó trấn thủ Thượng Quận (nay là phía đông nam huyện Du Lâm – Thiểm Tây), bắt đầu việc cai trị biên giới. Trong quá trình chinh phạt, Mông Điềm trước sau chú trọng khai phá vùng biên ải, lấy các vùng đất mới làm thành "Tân Tần Địa", chia thành 44 huyện, cắt đặt quan lại.
Ngoài ra, ông còn điều một lượng lớn dân từ trong nước ra khai khẩn, làm cho trồng trọt và chăn nuôi ở đây thu được những kết quả nhất định. Chính sách "di dân" được áp dụng khiến cho khu vực phía bắc của kinh đô Hàm Dương ngày càng đông đúc, có tác dụng quan trọng trong việc củng cố biên giới.

## Xây Vạn Lý Trường Thành
Dưới sự ủng hộ của Tần Thủy Hoàng, Mông Điềm còn chiêu tập nam đinh trong nước đi xây dựng các tuyến phòng thủ ở những nơi hiểm yếu dọc theo biên giới. Trong vài năm, ở biên giới phía bắc Hàm Dương đã xây dựng được ba tuyến phòng ngự.
- Tuyến thứ nhất nằm ở Bắc sông Hoàng Hà, giữa núi Âm Sơn và Dương Sơn.
- Tuyến thứ hai là phía tây, quận Cửu Nguyên, nằm dọc theo phía tây dãy Âm Sơn nối với Trường Thành ở nước Triệu.
- Tuyến thứ ba chính là Trường Thành có từ thời Tần được điều chỉnh lại.

Trên cơ sở đó, Mông Điềm còn huy động sức dân trong nước xây dựng Trường Thành dọc theo biên giới phía đông. Lúc bây giờ, ở biên giới phía bắc nước Tần, ngoài Trường Thành của nước Tần còn có Trường Thành của nước Triệu và nước Yên còn lại từ thời Chiến Quốc. Phía tây Trường Thành bắt nguồn từ Lâm Thao . Phía đông trải dài tới tận Liêu Đông, dài hơn vạn dặm. Đây chính là Vạn Lý Trường Thành nổi tịếng thế giới ngày nay.

## Củng cố biên phòng
Mông Điềm còn huy động sức dân xây dựng một con đường từ Hàm Dương lên phía bắc để tăng cường mối liên hệ giữa biên cương và nội địa. Con đường này đã khai thông trung tâm của Thiểm Tây với Nội Mông hiện nay, làm cho quan hệ giữa kinh đô Hàm Dương và biên giới phía bắc được củng cố. Dân biên giới khai khẩn trồng trọt, nếu gặp nguy hiểm, binh sĩ trên Trường Thành sẽ đốt lửa báo hiệu, tướng lĩnh dựa vào tình hình thực tế để bố trí quân đội, từ đó có thể điều động binh lính một cách nhanh chóng nhờ con đường mới này. Mông Điềm đã thi hành hàng loạt biện pháp ở vùng biên giới, có tác dụng to lớn đối với việc ổn định biên cương của nhà Tần.
Do có công đẩy lùi Hung Nô, mở rộng bờ cõi đến Du Trung rộng hàng ngàn dặm, hạn chế nguy cơ uy hiếp của Hung Nô nên Mông Điềm rất được Tần Thủy Hoàng sủng ái.
Vài năm sau, nhân việc Tần Thủy Hoàng tàn bạo đốt sách chôn các nhà nho, con cả là Phù Tô can thẳng, liền bị vua Tần điều lên biên giới cùng Mông Điềm trông coi biên cương và giám sát xây Trường Thành.

## Bị gian thần hãm hại

### Can Phù Tô
Năm 210 TCN, Tần Thủy Hoàng đi du tuần phía đông, tới Sa Khâu thì ốm nặng. Biết không qua khỏi, Tần Thủy Hoàng trước lúc lâm chung đã gửi thư cho con trai cả là Phù Tô, dặn: "Giao binh cho Mông Điềm, mau về lo việc tang đưa về Hàm Dương để chôn".
Tuy vậy, sau khi Tần Thủy Hoàng mất, thừa tướng Lý Tư đồng loã với hoạn quan Triệu Cao huỷ di chúc của vua Tần, mạo ra di chiếu giả, lập con thứ của vua là Hồ Hợi lên ngôi, tức là Tần Nhị Thế.
Triệu Cao và Lý Tư viết giả bức thư của Tần Thủy Hoàng gửi cho Phù Tô và Mông Điềm, rồi sai sứ lên Thượng Quận đưa cho hai người. Thư viết:
"Trẫm đi tuần thiên hạ, tế lễ cái thần ở các danh sơn để kéo dài tuổi thọ. Nay Phù Tô cùng tướng quân Mông Điềm cầm quân mấy mươi vạn đồn thú ở biên giới đã hơn mười năm. Không thể tiến quân về phía trước, quân sĩ tổn thất nhiều, không lập được chút công cán gì. Thế mà lại mấy lần dâng thư nói bướng, phỉ báng việc ta làm. Vì cớ không được thôi việc cầm quân để về làm thái tử nên ngày đêm oán hận. Phù Tô là con bất hiếu, cấp cho kiếm để tự sát Tướng quân Mông Điềm cùng Phù Tô ở ngoài không sửa chữa được sai lầm của Phù Tô, thế nào cũng biết mưu mô của Phù Tô. Làm tôi không trung, cũng cho được chết. Hãy giao quân cho phó tướng Vương Ly"
Phù Tô thấy có dấu ấn hoàng đế, ngỡ là thư của cha thật, bèn chạy vào nhà định tự sát. Mông Điềm nhận ra việc khuất tất, bèn chạy vào can Phù Tô:
Nhà vua ở ngoài chưa lập thái tử, cho thần cầm quân 30 vạn giữ biên giới, công tử làm người cai quản, đó là trọng trách trong thiên hạ. Nay mới có một viên sứ giả tới đã tự sát ngay, chắc gì không phải là dối trá? Xin công tử tâu lại lần nữa rồi chết cũng chưa muộn
Sứ giả của Hồ Hợi mấy lần giục, Phù Tô là người ngu trung, bèn tự sát.

### Tự sát ở Dương Châu
Mông Điềm nghi ngờ có sự giả dối, nên không chịu tự sát. Tuy nhiên, việc đó chưa xác thực nên ông không dám khởi loạn. Sứ giả bèn hạ lệnh bắt ông giao cho thuộc lại mang về giam ở Dương châu.
Tần Nhị Thế nghe theo lời Triệu Cao, biết mình lên ngôi không chính, nên giết hết các anh chị em và hàng loạt trung thần dưới thời Tần Thủy Hoàng. Trong số các đại thần bị giết có em trai của Mông Điềm là Mông Nghị.
Sau đó, Tần Nhị Thế sai sứ mang chiếu và gươm tới ngục ở Dương Châu bắt ông tự sát.